# Antanimandry
Antanimandry est une commune urbaine malgache, située dans la partie centrale de la région de Vakinankaratra.

## Géographie
La commune regroupe huit villages.